# Иванов, Григорий Фёдорович
Григорий Фёдорович Иванов — советский хозяйственный, государственный и политический деятель, Герой Социалистического Труда.

## Биография
Родился в 1910 году в селе Шемонаиха. Член КПСС с 1940 года.
С 1930 года — на хозяйственной, общественной и политической работе. В 1930—1979 гг. — тракторист Локтевского зерносовхоза Рубцовского района Алтайского края, заведующий Аромашевским госсортоучастком в Омской области, начальник политотдела Дробышевской МТС, командир взвода 231-го стрелкового полка 75-й гвардейской стрелковой дивизии, агроном Борисовского зерносовхоза, директор совхоза «Москаленский» Марьяновского района, директор совхоза «Боевой» Исилькульского района Омской области, директор Исилькульской семеноводческой станции по травам.
Указом Президиума Верховного Совета СССР от 8 апреля 1971 года присвоено звание Героя Социалистического Труда с вручением ордена Ленина и золотой медали «Серп и Молот».
Умер в поселке Боевой в 1979 году. Похоронен там же.